# Nanocopo
En un sentido general, un nanocopo es una lámina (es decir, un trozo irregular de material con una dimensión sustancialmente más pequeña que las otras dos) con al menos una dimensión nanométrica (es decir, entre 1 y 100 Nuevo Méjico). Una lasca no es necesariamente perfectamente plana, pero se caracteriza por tener una forma o estructura similar a una placa. Existen nanoláminas de todo tipo de materiales.
En un sentido más restringido, en el contexto de la energía solar, los nanocopos son un tipo de semiconductor que tiene potencial para la creación de energía solar, ya que el producto en sí solo está en la fase de prototipo. Gracias a su estructura cristalina, los cristales son capaces de absorber la luz y captar el 30 por ciento de la energía solar dirigida a su superficie.

## Estructura
Los nanocopos tienen una estructura que contiene diminutos cristales y millones de ellos podrían caber en un solo centímetro cuadrado. Los pequeños cristales absorben la luz solar y utilizan la energía solar para convertirla en electricidad. Esta estructura cristalina perfecta es la razón por la que este producto puede revolucionar la energía solar. La gran relación superficie-volumen y la textura de la superficie de esta nanoestructura proporcionan una mayor tasa de absorción de la energía de la luz del sol. Los investigadores también están trabajando para intentar combinarlo con diferentes materiales semiconductores, ya que los requisitos habituales de una estructura cristalina similar para el sustrato portador son menos estresantes en la estructura de las nanoláminas. El sustrato portador en los nanocopos tiene como propósito permitir el crecimiento de las nanoestructuras y funciona como un contacto para las nanoestructuras cuando absorben activamente la energía del sol.

## Objetivo
La energía solar obtenida a partir de nanocopos puede resultar beneficiosa de varias maneras. Los nanocopos podrían ayudar potencialmente a reducir el costo de la energía solar. Además, dado que teóricamente se puede obtener más energía solar a partir de nanocopos, su uso puede potencialmente mantener más limpio el medio ambiente de la Tierra al reducir la necesidad de combustibles fósiles.

### Costo
El alto costo de la energía solar se debe a la dificultad de convertirla en electricidad para su uso, y menos del 1 por ciento de la electricidad del mundo proviene del sol debido a este proceso. Las nanoescamas pueden ayudar potencialmente con los problemas económicos de la energía solar al reducir el costo debido a un proceso más fácil y un mejor resultado energético. La tecnología de nanoláminas podría potencialmente facilitar la conversión de energía solar en electricidad, una cantidad que se estima duplica la que las células solares actuales pueden recolectar. Esta nueva tecnología también puede reducir potencialmente el costo de la energía solar porque permite una reducción en el costoso silicio semiconductor. La pérdida de energía también se reduce potencialmente con una distancia más corta de transporte de energía solar a través de nanoláminas más pequeñas.

### Medio ambiente
La tecnología de nanoescamas también puede ayudar a mantener el medio ambiente más limpio, ya que el sol es la fuente de energía limpia, pura y sostenible que se puede convertir en electricidad. Si bien los combustibles fósiles son la principal fuente de energía para la electricidad, el uso de energía solar obtenida a partir de nanocopos reducirá la dependencia de los combustibles fósiles. Cuando se queman combustibles fósiles para su uso, liberan un gas tóxico que tiene un enorme impacto en la contaminación de la Tierra. Además, el proceso de obtención de estos combustibles fósiles no es bueno para el medio ambiente, ya sea la minería de carbón, la perforación de pozos petrolíferos o la fracturación hidráulica de la superficie de la Tierra para llegar al petróleo y el gas.

### Investigación
Un investigador que trabaja en la tecnología de nanoescamas es el Dr. Martin Aagesen del Instituto Niels Bohr de la Universidad de Copenhague, quien tiene un doctorado del Centro de Nanociencia. Aagesen descubrió y publicó información sobre la ciencia de los nanocopos en 2007. Aagesen es el director ejecutivo de SunFlake, lanzado desde el Nano Science Center. La financiación para la ciencia de las nanoláminas provino del fondo de capital de riesgo danés SEED Capital y de la Universidad de Copenhague.